# Centropus monachus
Cucal-de-cabeça-azulada (Centropus monachus) é uma espécie de cucos da família Cuculidae.
Pode ser encontrada nos seguintes países: Angola, Benin, Burundi, Camarões, República Centro-Africana, Chade, República do Congo, República Democrática do Congo, Costa do Marfim, Guiné Equatorial, Eritreia, Etiópia, Gabão, Gana, Guiné, Guiné-Bissau, Quénia, Libéria, Mali, Nigéria, Ruanda, Sudão, Tanzânia, Togo e Uganda.